# 742
El 742 (DCCXLII) fou un any comú iniciat en dilluns pertanyent a l'edat mitjana.

## Esdeveniments
- Revolta amaziga del Valiat de l'Àndalus
- L'emperador Xuanzong de Tang fa un cens de la capital i la seva àrea metropolitana, on viuen gairebé dos milions de persones
- Controlada una revolta amaziga a Egipte[1]
- Fundació del Kanat Uigur (o en 744)

## Naixements
- 27 de maig, Chang'an (Xina): Emperador Dezong de Tang (xinès: 唐德宗),va ser el novè emperador de la Dinastia Tang (m. 805).[2]

- Carlemany
- Ibrahim al-Mawsili

## Necrològiques
- Abd-al-Màlik ibn Qàtan al-Fihrí